# Calendari Català

Calendari Català était une revue annuelle catalane, publiée par Pelagi Briz entre 1865 et 1882.